# 슬픔을 외면할 때
"슬픔을 외면할 때"는 1970년 공개된 대한민국의 영화이다.

## 배역
- 신영균
- 문희
- 황정순
- 이낙훈